# David Melding
David Robert Michael Melding (né le 28 août 1962) est un homme politique du Parti conservateur gallois, qui est membre du Senedd (MS) pour le sud du Pays de Galles central entre 1999 et 2021. Il est vice-président du Senedd entre 2011 et 2016 et est le seul député conservateur à occuper ce poste.

## Jeunesse
Melding est né à Neath, où il fréquente l'école polyvalente Dwr-y-Felin.
Il étudie les sciences politiques à l'Université du Pays de Galles, à Cardiff, obtenant un BSc (Econ), suivi d'une maîtrise en gouvernement au Collège de William et Mary, en Virginie, aux États-Unis.

## Début de carrière
Melding commence sa carrière au sein du département de recherche conservateur de 1986 à 1989. En 1989, il devient directeur adjoint du Centre gallois pour les affaires internationales jusqu'en 1996. De 1996 à 1999, il est coordinateur à l'Association nationale des aidants au Pays de Galles.

## Carrière politique
Melding est élu au Senedd dans la région centrale du sud du Pays de Galles en 1999, poste qu'il occupe jusqu'en 2021. Il est directeur des politiques des conservateurs gallois, rédigeant des manifestes pour les élections législatives de 2003, 2007 et 2011.
Il est vice-président du Senedd entre 2011 et 2016. En 2016, il est mentionné comme un nom probable pour briguer le poste de président pour succéder à Rosemary Butler, mais en mai, il déclare ne pas être candidat.
Melding s'intéresse aux questions constitutionnelles galloises et propose en 2017 la création d'une « deuxième chambre de l'assemblée... pour que les résidents puissent influencer les décisions et les lois ». Une telle chambre serait formée sur la base du service aux citoyens.
La même année, il reçoit un CBE pour ses « services à la vie politique et publique » dans la liste des honneurs du Nouvel An.
En juillet 2018, il soutient Paul Davies dans sa campagne pour devenir le nouveau chef des conservateurs gallois.
En septembre 2019, Melding se prononce contre la position de son parti sur un Brexit sans accord, déclarant qu'il « ne voulait pas participer à une stratégie de Brexit sans accord qui nuirait aux plus vulnérables ». Il quitte son poste au sein du banc avant fantôme en septembre 2020 après des désaccords avec le parti sur les modifications apportées aux accords du Brexit et au projet de loi sur le marché intérieur du Royaume-Uni qui est présenté au Parlement britannique le même jour.